# San Lazzaro di Savena
San Lazzaro di Savena ist eine italienische Gemeinde in der Metropolitanstadt Bologna mit 32631 Einwohnern (2022).

## Geographie
Die Gemeinde San Lazzaro di Savena liegt an der Staatsstraße 9 (die antike Via Aemilia), sechs Kilometer südöstlich vom Stadtzentrum Bolognas. Das Gebiet der Gemeinde erstreckt sich zum Flachland hin sowie am Fuß von Hügelausläufern der Provinz. Vom urbanen Geflecht der Provinzhauptstadt Bologna wird San Lazzaro di Savena nur durch den Fluss Savena getrennt, an dessen linkem Ufer der gleichnamige Stadtteil von Bologna beginnt.
Die Wasserläufe Zena, Idice und Savena, nach dem auch San Lazzaro di Savena einen Teil seines Namens erhielt, durchfließen die Gemeinde.
Im Gebiet der Gemeinde liegen die Grotta della Spipola („Grotte der Spipola“) mit ihrer Doline sowie die gipsigen Aufschlüsse der Ortsteile Farneto und Croara, die eine äußerst interessante Verkarstung entstehen lassen (es gibt ungefähr 50 durch einen sogar sechs Kilometer langen unterirdischen Fluss miteinander verbundene Grotten und natürliche Hohlräume), die vom Parco Naturale dei Gessi Bolognesi e Calanchi dell’Abbadessa (Naturpark der Gipssteine von Bologna und der Bergkämme der Abbadessa) geschützt wird.

## Geschichte
Das Gebiet war schon in der Antike bewohnt. Es gibt zahlreiche weitere Funde, die aus der Bronzezeit stammen. Zusammen mit dem nahen Castenaso war San Lazzaro di Savena Zeuge der gedeihenden Villanovakultur. In San Lazzaro wurde 1985 das prähistorische Museum „Luigi Donini“ wiedereröffnet, das verschiedene bemerkenswerte Funde aus der Antike versammelt.
Eine Urkunde beweist, dass schon seit 1214 eine Seuchenstation vorhanden war, die, wie zu dieser Zeit üblich, außerhalb der Stadt lag, um die Erkrankten zu isolieren und Epidemien einzuschränken.
Später entwickelte sich die Ortschaft rund um die Kirche und das Krankenhaus und wurde so zur Zeit Napoleon Bonapartes (1810) ein selbständiges Dorf. Die Gemeinde wurde später wieder von Bologna annektiert; ab 1872 war es (auch mit Hilfe von Carlo Berti Pichat) wieder unabhängig. Heute, nach der Baugewerbeausdehnung in den 1970er Jahren, ist San Lazzaro eine der am dichtesten besiedelten Gemeinden der Provinz Bologna und hat ein großes Industriegebiet.

## Verwaltungsrat

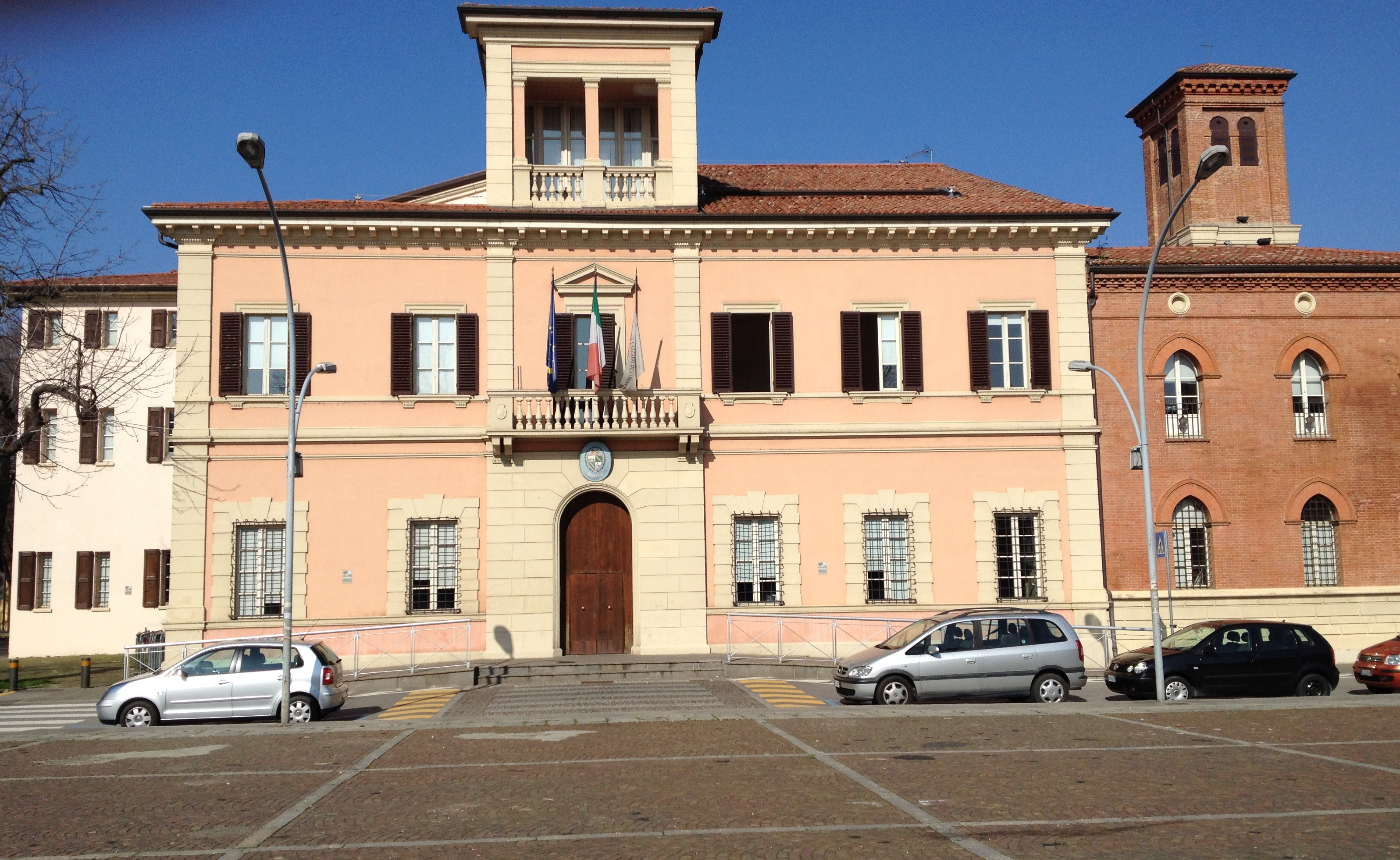
Rathaus

- Bürgermeister: Marco Macciantelli, ab 06/2004 | 06/2009 als Sindaco wiedergewählt
- Rathaus: Fernsprechamt 051 62.28.111
- Klimatische Einordnung: zona E, 2210 GR/G

## Persönlichkeiten
Söhne und Töchter der Stadt:
- Arnaldo Benfenati (1924–1986), Radrennfahrer
- Sofia Vanni Rovighi, Historikerin
- Adriana Zarri (1919–2010), Theologin

Anwohner:
- Rosangela Bessi, Fotomodell
- Cristina D’Avena (* 1964), Moderatorin
- Riccardo Fogli (* 1947), Sänger
- Alberto Tomba (* 1966), Skirennfahrer
- Gianni Morandi (* 1944), Sänger